# Michael Brake
Michael Brake (Auckland, 22 de octubre de 1994) es un deportista neozelandés que compite en remo.
Participó en dos Juegos Olímpicos de Verano, obteniendo una medalla de oro en Tokio 2020, en la prueba de ocho con timonel, y el sexto lugar en Río de Janeiro 2016, en la misma prueba. Ganó una medalla de plata en el Campeonato Mundial de Remo de 2019, en la prueba de dos sin timonel.
Estudia Ingeniería civil en la Universidad de Auckland.

## Palmarés internacional
| Juegos Olímpicos   | Juegos Olímpicos     | Juegos Olímpicos | Juegos Olímpicos |
| Año                | Lugar                | Medalla          | Prueba           |
| ------------------ | -------------------- | ---------------- | ---------------- |
| 2020               | Tokio (Japón)        | Medalla de oro   | Ocho con timonel |
| Campeonato Mundial |                      |                  |                  |
| Año                | Lugar                | Medalla          | Prueba           |
| 2019               | Ottensheim (Austria) | Medalla de plata | Dos sin timonel  |